# Aftoni d'Alexandria
Aftoni d'Alexandria (en llatí Aphthonius, en grec antic Ἀφθόνιος 'Aphthónios') va ser un bisbe maniqueu deixeble i comentarista de Mani, segons diuen Foci i Pere de Sicília. Filostorgi explica que Aeci va tenir una disputa publica amb Aftoni i que aquest en va sortir derrotar i va morir de dolor set dies després.